# Bündner Nusstorte

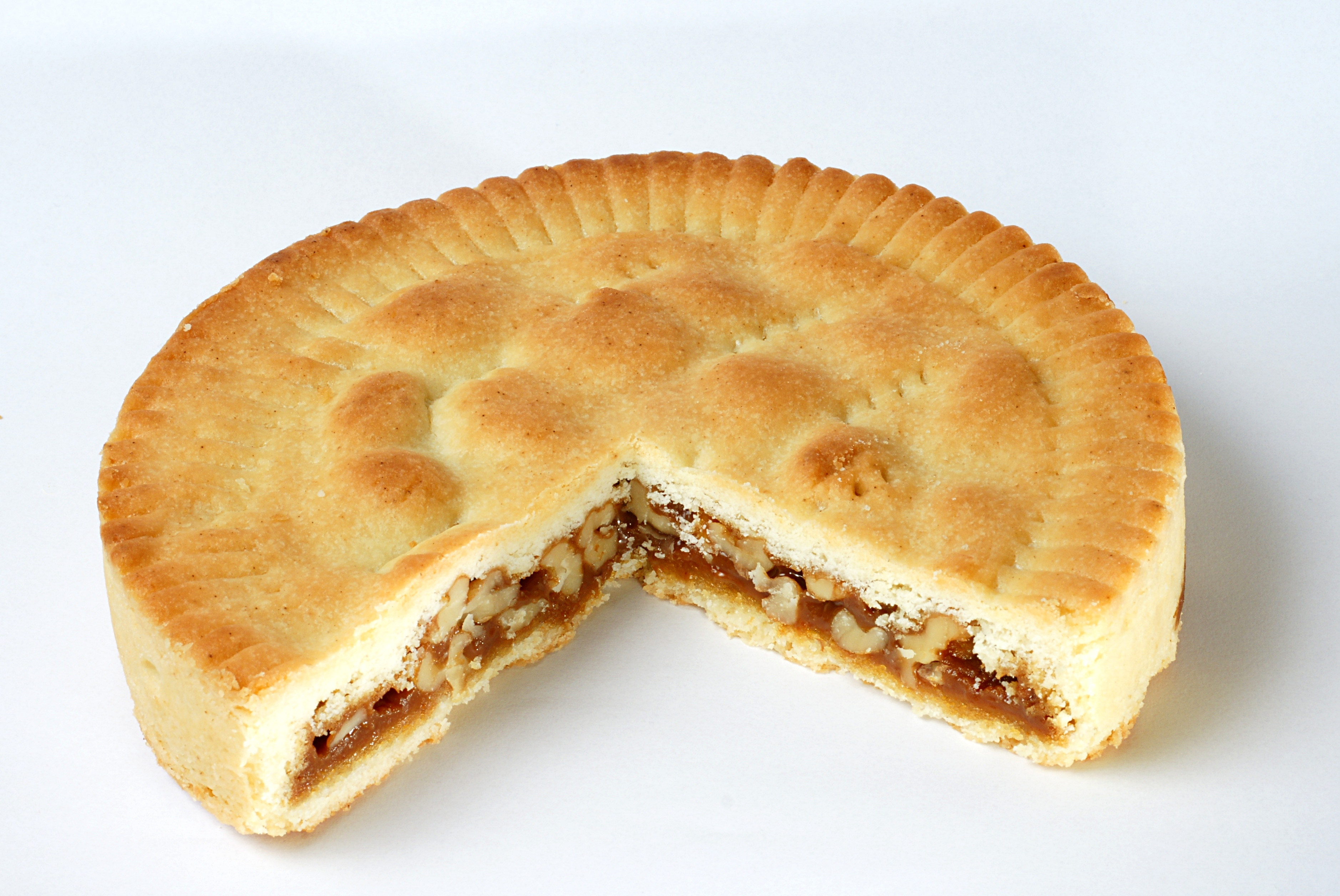
Bündner Nusstorte

Die Bündner Nusstorte, auch Engadiner Nusstorte (rätoromanisch tuorta da nuschs), ist ein flacher runder Kuchen aus Mürbeteig („fuatscha grassa“), der mit karamellisierten grob gehackten Walnüssen gefüllt ist. Inspiriert wurde das Rezept von der in Südwestfrankreich verbreiteten tarte aux noix; im Unterschied zu dieser wird die Bündner Nusstorte mit einem Teigdeckel abgedeckt. Die Bündner Nusstorte gilt heute als die bekannteste kulinarische Spezialität des Schweizer Kantons Graubünden und ist neben Birnbrot das bedeutendste Exportprodukt des Bündner Bäckerei- und Konditoreigewerbes.

## Geschichte

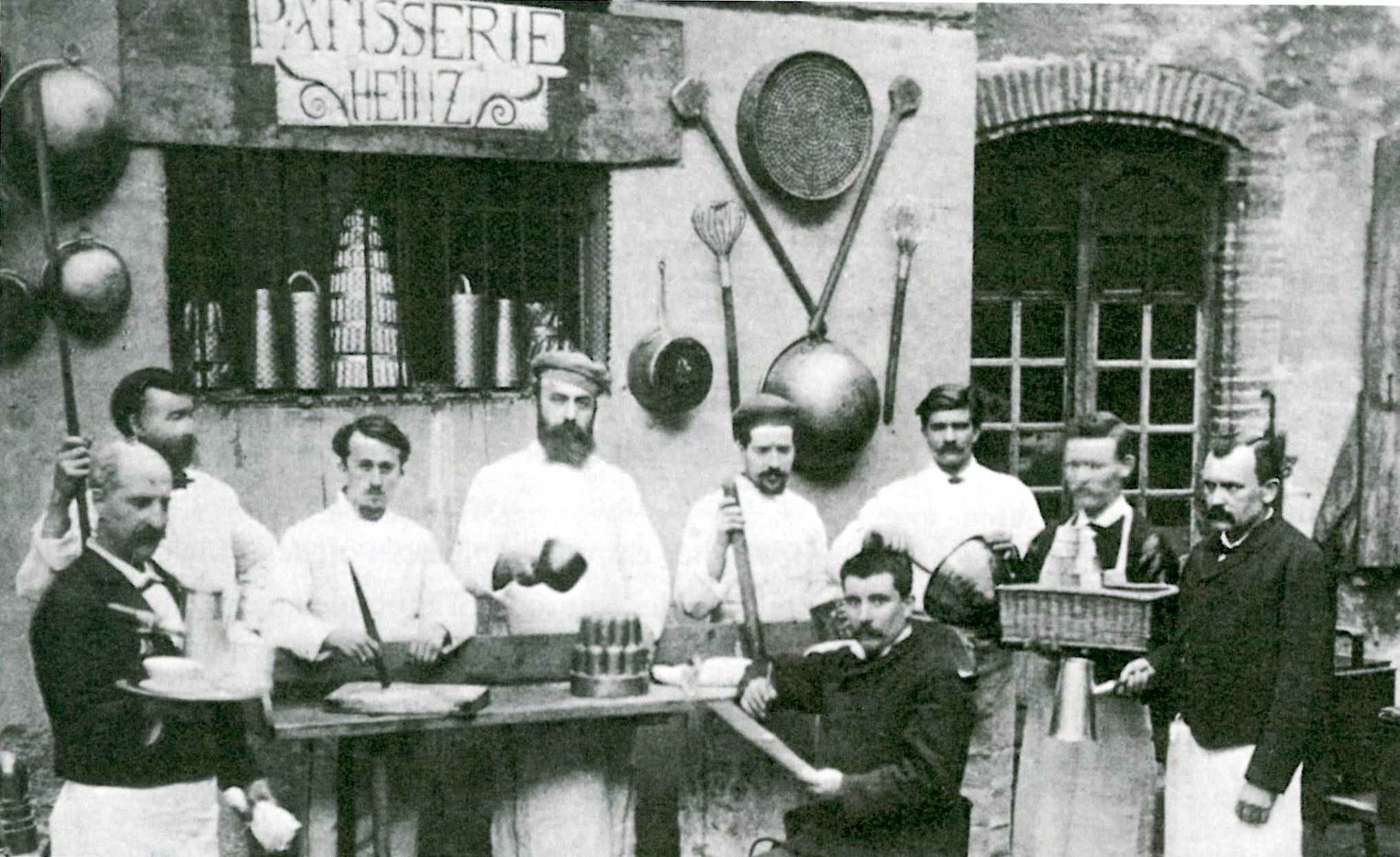
Belegschaft der Zuckerbäckerei Heinz&Tester in Toulouse um 1885.

Ende des 19. Jahrhunderts wanderten viele Bündner aus der Schweiz aus, um in anderen Teilen Europas Arbeit zu suchen, darunter die Bäcker Heinz und Tester, die eine eigene Bäckerei in Toulouse in Südfrankreich gründeten. Diese ließen sich von den dortigen traditionellen Nusskuchenrezepten inspirieren, vor allem von der tarte aux noix (du Périgord), die allerdings keinen Teigdeckel hat und deshalb kürzer haltbar als die heute bekannte Bündner Nusstorte ist. Auch das bourianoix, ebenfalls eine Spezialität aus dem Périgord, steht der Bündner Nusstorte nahe.
Im Betrieb von Heinz und Tester arbeitete Fausto Pult, der später nach Samedan zurückkehrte und in seiner dort gegründeten Bäckerei 1926 begann, die Nusstorte unter dem Namen Pulttorte herzustellen und zu vertreiben. Großen Erfolg erntete diese Produkt, als er es auf der Mustermesse Basel 1934 einer breiteren Öffentlichkeit vorstellte.
Da das Klima in den Bergtälern Graubündens für Walnussbäume weniger geeignet ist, wurden die Walnüsse meist importiert. Einer Theorie zufolge haben Bündner Auswanderer Nussbäume aus Frankreich in ihre Heimat gebracht, wo sie im Bergell immer noch wachsen sollen.

## Herstellung

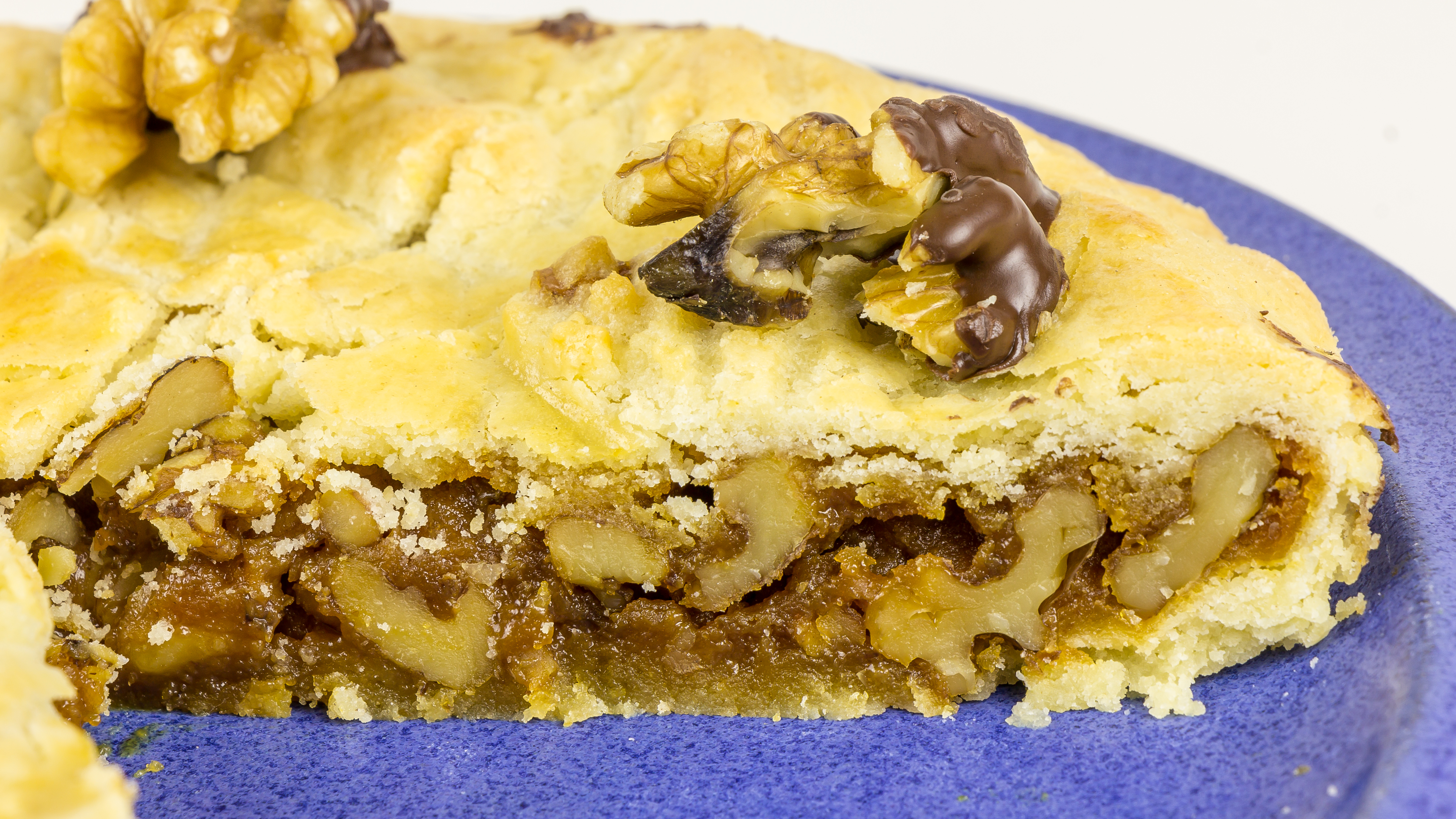
Engadiner Nusstorte, Detailaufnahme

Bündner Nusstorten werden im ganzen Engadin von zahlreichen Konditoren ganzjährig hergestellt. Fast jeder hat sein eigenes Rezept, das er oft als Geschäftsgeheimnis hütet. Das Grundrezept ist jedoch überall gleich:
Der Mürbeteig besteht aus Mehl, Zucker, Eier, Butter und manchmal etwas Margarine. Für die Füllung wird Zucker karamellisiert. Um die Zuckermasse weich und kompakt zu machen, wird Vollrahm zugegeben; einige Bäcker fügen auch Honig dazu. Die zerkleinerten Walnusskerne, die nun mit dieser Masse vermengt werden, werden nicht vorbehandelt. Verwendet werden oft Nüsse aus Kalifornien, Frankreich oder Moldawien, während in Graubünden gezogene Walnüsse meist als zu kräftig im Geschmack empfunden werden. Die Nussfüllung wird auf den ausgerollten Mürbeteig gegeben, dann wird ein Teigdeckel darüber gelegt. Anschließend wird der Kuchen im Ofen rund 35 Minuten bei 200 Grad gebacken.
Von der Nusstorte gibt es Untergruppen wie beispielsweise die Engadiner Zuckerbäcker-Nusstorte, eine der traditionellsten Formen der Bündner Nusstorte.

## Konsum
Die energiereichen Nusstorten werden meist zum Nachtisch oder zu Tee, Kaffee oder auch Rotwein zum Zvieri gegessen.
Ein Merkmal der Bündner Nusstorte ist ihre lange Haltbarkeit; auch nach zwei Monaten im Küchenschrank schmeckt sie noch einwandfrei. Dies ist mit ein Grund, warum die Torte auf Bestellung auch per Post verschickt werden kann.